# Eois fuscicosta
Eois fuscicosta là một loài bướm đêm trong họ Geometridae.